# A Pan Am 125-ös járatának balesete
A Pan Am 125-ös járata egy repülőút volt a londoni Heathrow repülőtér és a New York-i John F. Kennedy nemzetközi repülőtér között. 1987. március 10-én egy meghibásodott raktérajtó következtében balesetet szenvedett nem sokkal a felszállás után. Az eset oka egy gyártási hiba volt, amely a Boeing 747-es típusú gépek korai változatain fordult elő. Ugyanezen probléma miatt több repülőgép-szerencsétlenség is történt.

## A baleset
1987. március 10-én a Pan American World Airways által üzemeltetett Boeing 747-121 típusú gépen (lajstromszáma N740PA) röviddel a felszállás után dekompresszió lépett fel. A repülő ekkor kb. 6000 méter magasan volt. A személyzet azonnal megkezdte a süllyedést, és 4500 m-en a nyomásprobléma megszűnt. Ekkor a pilóta ismét megkísérelte az emelkedést, de 6000 m-es magasságban a kabinnyomás ismét rohamosan csökkenni kezdett. Ekkor a gép visszafordult Londonba.

## A baleset okai
Amikor a gépet megvizsgálták a földön, az elülső raktérajtót kb. 2,5 cm-nyit nyitva találták. A zár vezérlő bütykei nyitva voltak, a szerkezetet mozgató kar azonban zárva. A műszerfalon semmi nem jelezte, hogy probléma lett volna az ajtóval.
Az esetet vizsgáló nyomozók állítása szerint a raktérajtó manuálisan be lett zárva, ezáltal a zár karja helyesen a csukott helyzetbe fordult. A műszerfalon így kihunyt a raktérajtóra figyelmeztető jelzés. A későbbi nyomozás során kiderült, hogy a zár csukott állapotának biztosítására szolgáló rendszer (ez L alakú alumínium karokból áll) károsodott, és ezért a vezérlő bütyköket szabadon lehetett mozgatni akár elektromosan, akár manuálisan. A Boeing és Pan Am következtetése szerint a földi dolgozó, aki bezárta az ajtót, később kinyitotta. A biztonsági rendszer megrongálódása és az egyéb műszaki vagy elektromos hiba hiánya mind ezt a lehetőséget támasztja alá. Hivatalosan sohasem állapították meg a baleset okát.
A zár további vizsgálatai, valamint az incidens rekonstruálása során kiderült, hogy a biztonsági rendszer még hibásan is megakadályozta a nyitást addig, amíg a vezérlő bütykök 20-szor el nem fordultak a teljesen zárt állapottól. Manuálisan kb 95-ször kell elfordítani a bütyköket, hogy azok nyitott állapotba kerüljenek.

## Hasonló esetek
- United Airlines 811-es járat – raktérajtó meghibásodása
- Turkish Airlines 981-es járat - raktérajtó meghibásodása
- American Airlines 96-os járat - raktérajtó meghibásodása
- Aloha Airlines 243-as járat - dekompresszió
- British Airways 5390-es járat - dekompresszió
- China Airlines 611-es járat - robbanásszerű dekompresszió
- de Havilland Comet - robbanásszerű dekompresszió
- BOAC 781-es járat
- South African Airways 201-es járat

### United Airlines 811-es járat
Egy, a United Airlines által üzemeltetett, és a Pan Am 125-ös járatával megegyező típusú géppel katasztrófa történt 1989-ben, szintén a raktérajtó meghibásodása okán. A két eset hasonlósága miatt a nyomozás alatt előtérbe került a Pan Am ezen járata is. A vizsgálat során kiderült, hogy az elektronika hibája is okozhatja a raktérajtó tönkremenetelét. A United Airlines 811-es járatának katasztrófájához a szakértők szerint az is hozzájárult, hogy a Pan Am 125-ös járatának balesete után a Boeing és a Szövetségi Légügyi Hivatal (Federal Aviation Administration, FAA) nem tett megfelelő óvintézkedéseket.

## Fordítás
Ez a szócikk részben vagy egészben  a   Pan Am Flight 125 című angol Wikipédia-szócikk ezen változatának fordításán alapul.  Az eredeti cikk szerkesztőit annak laptörténete sorolja fel. Ez a jelzés csupán a megfogalmazás eredetét és a szerzői jogokat jelzi, nem szolgál a cikkben szereplő információk forrásmegjelöléseként.

## Külső hivatkozások
A baleset rövid ismertetése